# Boele

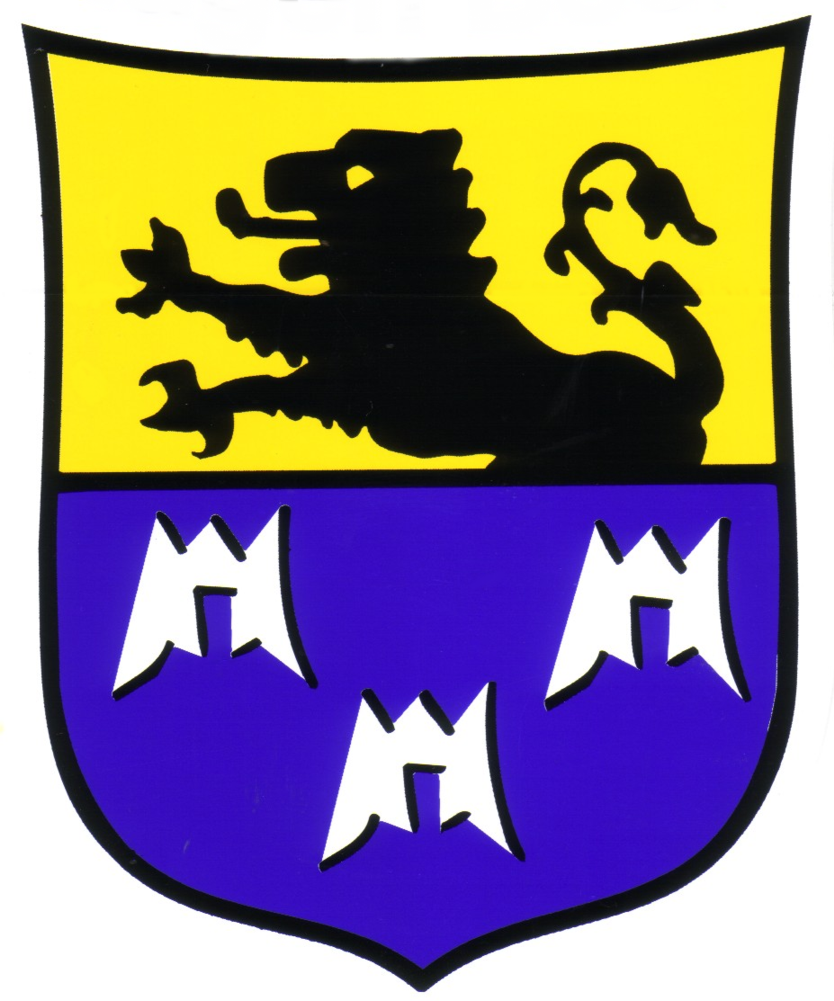
Das Wappen von Boele

Boele [ˈbøːlə] ist ein Stadtteil der kreisfreien Großstadt Hagen in Nordrhein-Westfalen und hat 27.060 Einwohner (2024).
Boele ist Verwaltungssitz des Stadtbezirks Hagen-Nord.

## Geschichte

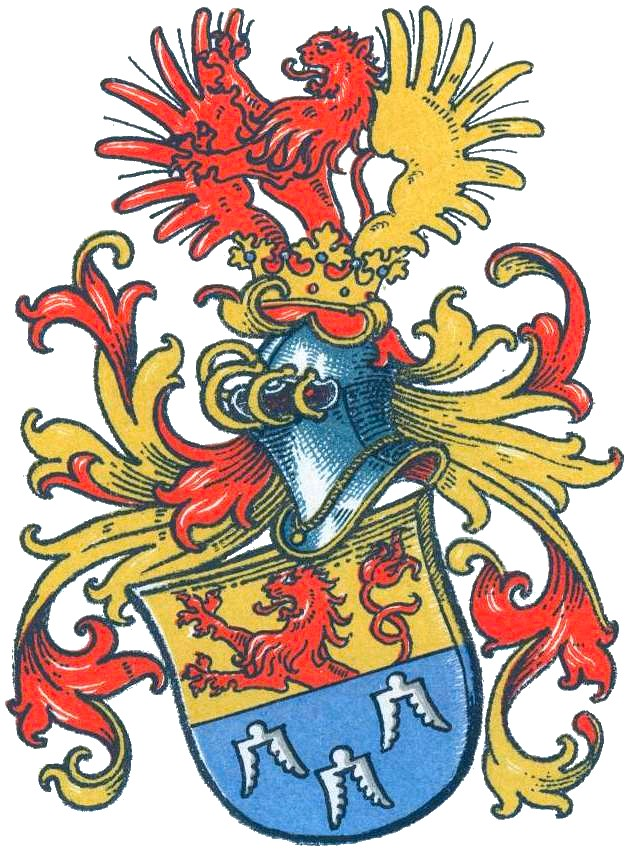
Wappen derer von Boele

Um das 11. und 12. Jahrhundert wurde im damaligen Bole eine hölzerne Dorfkirche gebaut. In dem Libellus quadrupli cathedratici (Liste der Viertelsteuer) von 1180 wird Boele als eine der Pfarrkirchen im Bezirk Hagen aufgeführt. Eine Urkunde aus dem Jahr 1186 bescheinigt die Erhebung der Kapelle in Bole zur Pfarrkirche durch den Kölner Erzbischof Sigewin von Are im Jahr 1080. Zu dieser Pfarrkirche gehörten außerdem die Ortschaften Helfe (Parva Bole), Bathey (Bateige), Hengstey (Hemstede), und Fley (Vlie).
In einer Urkunde vom 13. Juli 1240 wird der Verkauf eines Hofes von der Äbtissin des Stiftes Herdecke beurkundet. Als Zeugen erscheinen u. a. die Brüder Otto und Gerhard zu Bule. Diese Brüder waren Mitglieder des Adelsgeschlechts derer von Boele, das in dieser Zeit wahrscheinlich auf dem Vriehoff (1971 abgerissener Grave-Hof) in Helfe (Doirboyle op deme Helweghe) ansässig war. Es siedelte im 14. Jahrhundert nach Wetter um, wo es um das Jahr 1500 ausgestorben ist.
Bis zum Ende des 14. Jahrhunderts unterstand Boele den Herren von Volmestein (Volmarstein), die wiederum dem Kölner Erzbischof unterstanden. Dessen Gegner waren die märkischen Grafen, die 1288 unter Eberhard I. von der Mark die Burg Volmarstein einnahmen (siehe auch Schlacht von Worringen). Mit der Zerstörung der Burg gelangte Boele schließlich 1324 unter märkischen Besitz. Das Kirchspiel Boele wurde gegen Ende des 14. Jahrhunderts märkisch.
Boele war ehemals eine eigene Bauerschaft und gehörte im Amt Wetter, Kirchspiel Boele und Gericht Hagen zur Grafschaft Mark. Im Schatzbuch der Grafschaft Mark von 1486 werden in der Boyler burschop 15 steuerpflichtige Hofbesitzer mit einer Abgabe von ½ Gg bis 8 Goldgulden genannt.
Namentlich erscheinen in Boele im Jahr 1279 Thidericus de Bule, 1344 Theodericus de Boele, 1420 Godert van Boile, vor 1438 ein Pastor to Boeill oder 1549 ein Petrus Lachmann pastor. Das Kirchspiel Boele wurde mit in deme keirspel to Boyle erstmals 1364 in der Limburger Lehnrolle erwähnt.
Im 16. Jahrhundert wurde die Holzdecke der Pfarrkirche durch steinerne Kreuzgewölbe ersetzt. Zwischen 1808 und 1813 stand Boele unter französischer Besetzung.

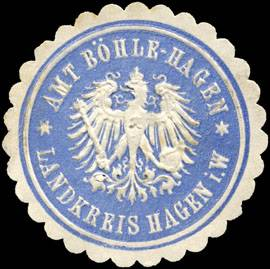
Siegelmarke des Amtes Böhle-Hagen, Landkreis Hagen i. W.

Es wurde eine neue Gemeindeverwaltung eingerichtet, der auch die Ortschaften Eckesey, Fley, Halden, Herbeck und Holthausen unterstanden. Das als Am Garnier bezeichnete Verwaltungsgebäude befand sich an der Ecke Hagener-/Overbergstraße und verblieb an dieser Stelle bis 1829. Die während der französische Besetzung unter Napoléon Bonaparte durchgeführte Gebietsreform führte 1809 zur Bildung einer Munizipalität Boele im Kanton und Arrondissement Hagen. 1815 wurde das Amt Boele anlässlich der preußischen Gebietsneugliederung ein Teil im Kreis Hagen.
Am 20. Juli 1847 wurde die evangelische Kirchengemeinde Boele gegründet. Bis zu diesem Jahr waren alle kirchlichen Handlungen von dem katholischen Pfarrer wahrgenommen worden. Eine eigene evangelische Kirche und Schule wurden zwischen 1870 und 1873 erbaut.

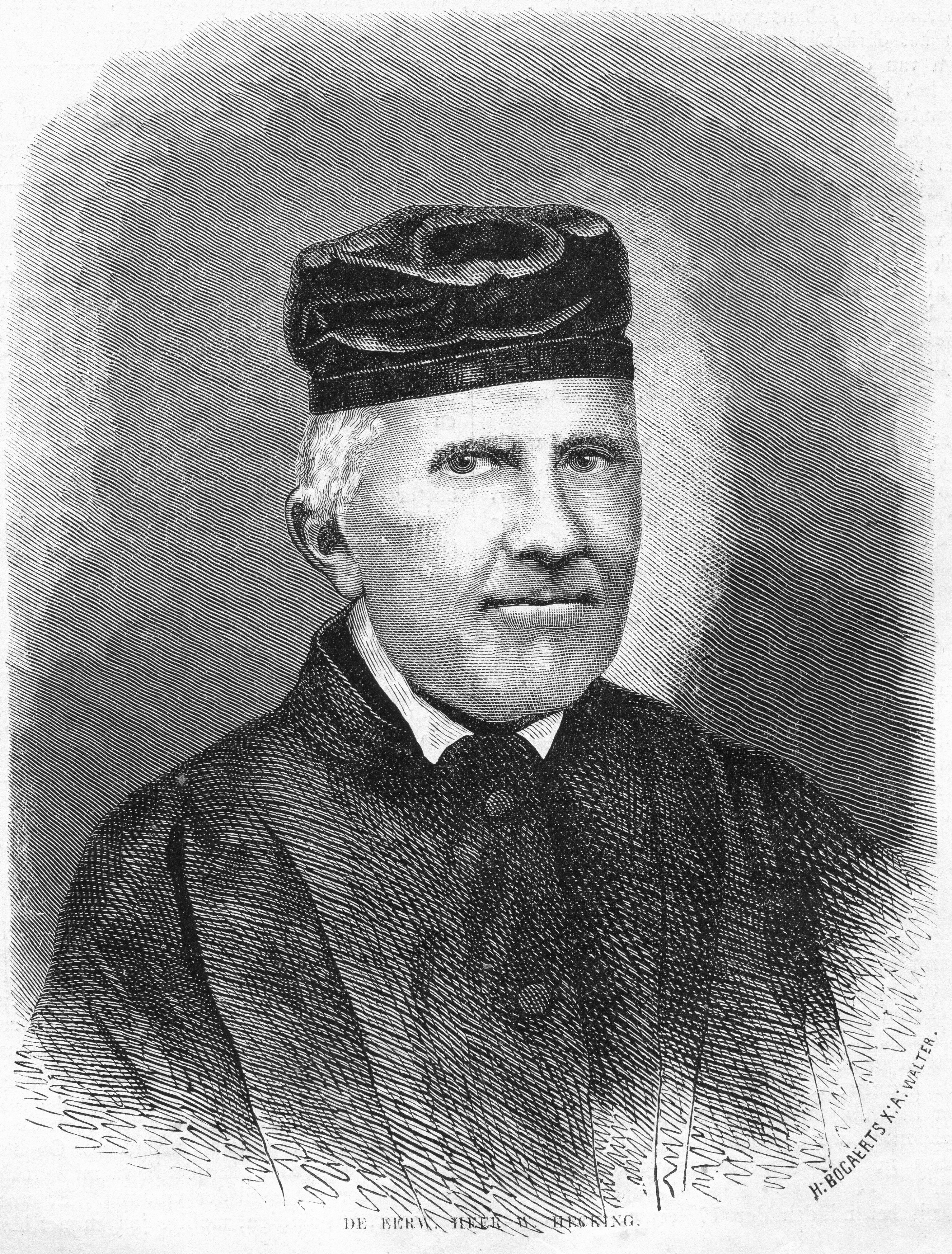
Pastor Wilhelm Hecking, 1869

Nach einer Cholera-Epidemie holte der damalige katholische Pastor Wilhelm Hecking 1867 zwei Franziskanerinnen zur Betreuung der Kranken nach Boele. Sie wirkten in der Versorgung von Kranken und Waisen ab 1869 in einem Fachwerkhaus. Mit dem Bau eines dreistöckigen Ziegelbaus wurde die Urzelle des St.-Josef-Hospitals (seit 1930: St.-Johannes-Hospital) erbaut, dem 1879 eine Kapelle 1888 ein Anbau nach Osten, 1902 ein Anbau nach Süden und 1912 ein Operationssaal und eine Isolierstation angegliedert wurde.
Der Grundstein der heutigen katholischen St.-Johannes-Baptist-Kirche wurde 1877 im Chorraum gelegt. Der Bau der im neuromanischen Stil erbauten Kirche fand abschnittsweise mit dem stufenweisen Abriss der altromanischen Dorfkirche statt. So waren im August 1882 noch die Hälfte der alten, aber auch schon die Hälfte der neuen Kirche vorhanden. Der für den Bau verwendete Sandstein wurde von einem lokalen Steinbruch auf der Höhe zwischen Bathey und Hengstey bezogen. 1887 wurde die westliche Turmseite fertiggestellt; 1892 fand die Konsekration statt. Die Kirchengemeinde besitzt seit 1820 das Recht, ihren Pfarrer zu wählen.
Aus dem Kreis Hagen ging im Rahmen einer Aufteilung 1887 ein Stadtkreis Hagen und ein Landkreis Schwelm und Hagen hervor. Zum letzteren mit Sitz in der Eckeseyer Straße gehörte auch das Amt Boele. Schließlich wurde 1901 das Amt Boele im Landkreis Hagen aufgelöst und als selbständiges Amt neugegründet. Zu diesem Amt mit 7500 Einwohnern gehörten auch Fley, Halden, Herbeck, Holthausen sowie Vorhalle, das zwischen 1920 und 1929 ebenfalls ein selbständiges Amt darstellte. Für das neue Amt wurde 1901 das Boeler Amtshaus errichtet, das 1912 durch einen Anbau nach Osten erweitert wurde.

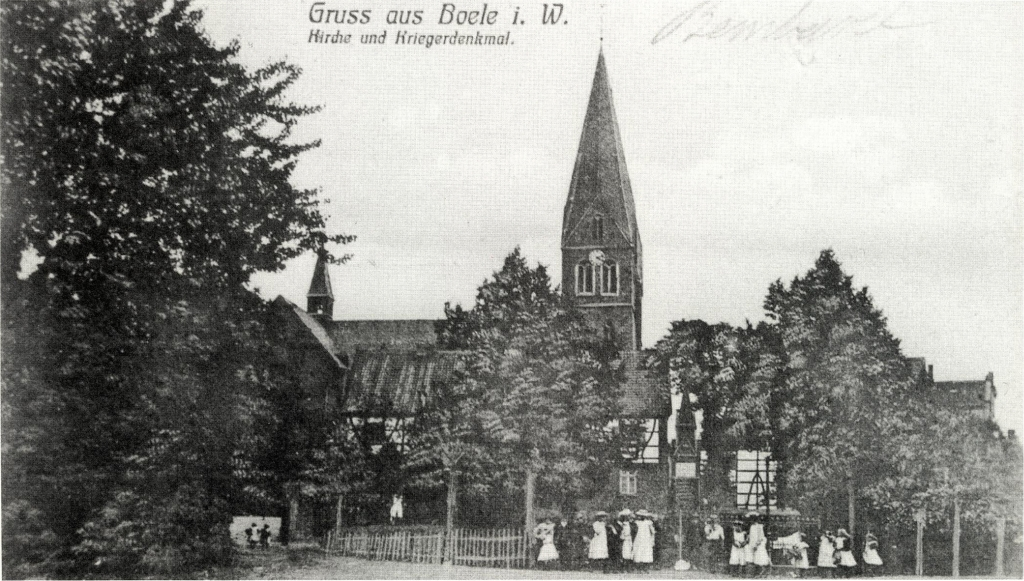
Die älteste bekannte Ansichtskarte von Boele, aufgenommen zwischen 1887 und 1909

Ebenfalls 1901 wurde eine katholische Schule (Goetheschule) errichtet, der 1910 ein Anbau hinzugefügt wurde. Dem Amtsbezirk gehörten die zur Gemeinde Boele gehörenden Ortsteile Boelerheide, Helfe, Bathey, Hengstey und Kabel sowie die Orte Fley, Halden, Herbeck, Holthausen und Vorhalle an. Letzteres wurde 1920 ein selbständiger Amtsbezirk. 1905 erfolgte die Anlegung des Boeler Marktplatzes, der sich über einer Fläche von 1,63 ha erstreckt. Neben dem Krankenhaus wurde 1925 eine Badeanstalt auf Bestreben des damaligen Pfarrers von der Kirchengemeinde errichtet, der eine Wäscherei angegliedert war. Am 1. August 1929 wurden die Gemeinden Boele und Vorhalle in die Stadt Hagen eingegliedert.
In den letzten Wochen des Zweiten Weltkrieges wurden am 15. März 1945 die evangelische Kirche sowie das Schul-, Gemeinde- und Pfarrhaus von Boele bei einem Bombenangriff zerstört. Der Wiederaufbau der Philipp-Nikolai-Kirche wurde erst 1973, 100 Jahre nach ihrer Weihe, beendet. Die Besetzung durch amerikanische Truppen erfolgte am 15. April 1945.
Im Zuge einer Aufteilung der Stadt Hagen in fünf Stadtbezirke im Jahr 1975 kam Boele (bestehend aus Boele, Boelerheide, Hengstey, Bathey, Kabel und Helfe) mit Vorhalle, Fley und Garenfeld zum Stadtbezirk Nord, in dem 1976 rund 46.000 Einwohner lebten. Am 29. Mai 1976 fand die letzte Fahrt der 1902 eröffneten Straßenbahnlinie 7 (im Hagener Volksmund „schwarze Sieben“ und „Vatikanexpress“ genannt – aufgrund der überwiegend katholischen Einwohner Boeles im Gegensatz zu den übrigen Stadtteilen Hagens) statt, die Hagen über Boele mit Kabel verband.
Diese berühmte Linie existierte bis ins neue Jahrtausend hinein als Buslinie 7 (später als 507) weiter – sie wurde allerdings dann aufgrund einer Neugliederung des öffentlichen Nahverkehrs in Hagen abgeschafft.
Zwischen dem 5. und 8. September 2002 beging Boele die 750-Jahr-Feier.

## Bevölkerung
Am 31. Dezember 2024 lebten 27.060 Einwohner in Boele.
Strukturdaten der Bevölkerung in Boele (2024):
- Bevölkerungsanteil der unter 20-Jährigen: 17,5 % (Hagener Durchschnitt: 20,5 %)[6]
- Bevölkerungsanteil der mindestens 60-Jährigen: 34,7 % (Hagener Durchschnitt: 29,0 %)[7]
- Ausländeranteil: 12,0 % (Hagener Durchschnitt: 24,3 %)[8]

## Ortsname
Der Ortsname Boele entwickelte sich von Bule über Bole und Boyle zur heutigen Schreibweise. Bule wiederum entspricht dem altgermanischen Wort Buhil, welches einen Hügel bezeichnet. Boele liegt südlich einer Ruhrschleife an ansteigendem Gelände, was die Benennung als „Ort am Hügel“ erklärt.

## Kultur und Sehenswürdigkeiten

### Bauwerke

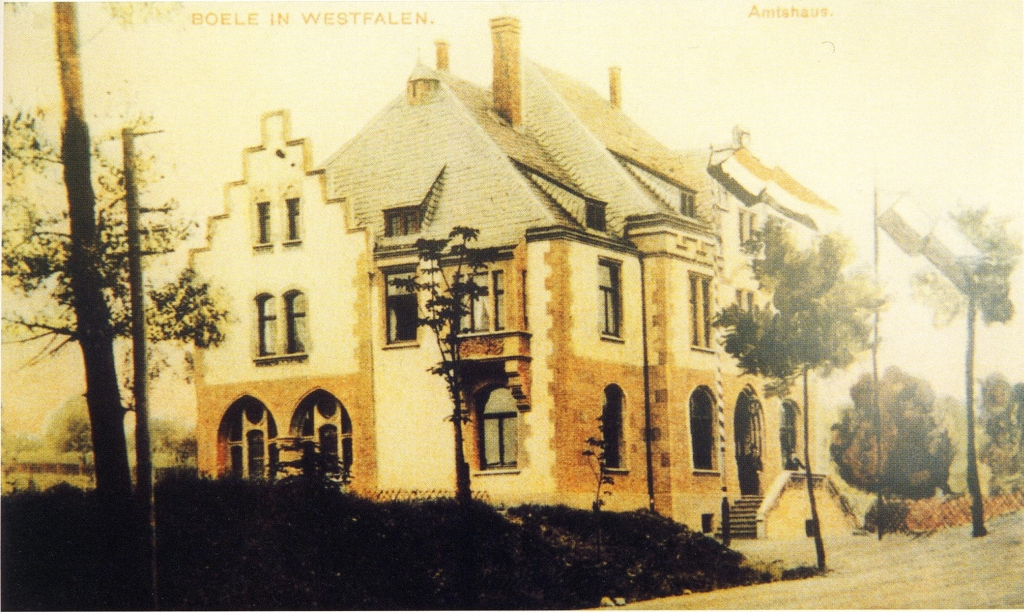
Das 1901 eröffnete Amtshaus in Boele auf einer Ansichtskarte

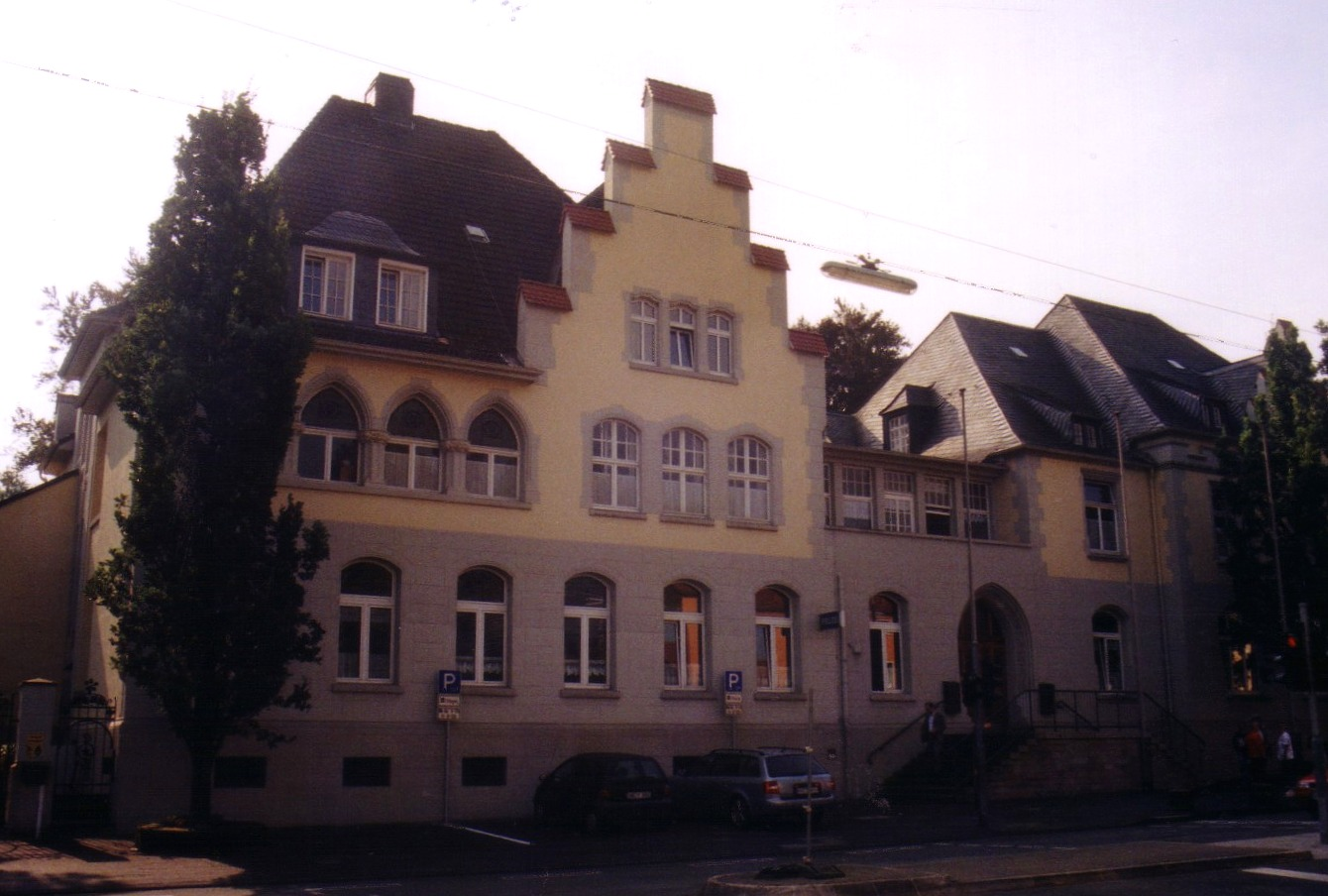
Boeler Amtshaus: Links der Anbau von 1912 bis 1914, rechts der ältere Teil von 1901

- Haus Ruhreck, eine von Villa im neugotischen Stil aus Sandsteinquadern (Bauherr: Casper Diedrich Killing, Waggonfabrikant). Das 2-geschossige Gebäude umfasst zwei unterschiedlich hohe Türme.
- Katholische Pfarrkirche St. Johannes-Baptist, erbaut von 1877 bis 1889 im neuromanischen Stil. Die umliegende Bebauung wurde nach 1877 unter Wahrung der mittelalterlichen Platzform weitgehend im Stil des Historismus errichtet.
- Haus Elisabeth, gelegen auf dem Hilgenland mit Vorderseite zum Marktplatz. Das Haus Elisabeth erfuhr im Laufe der Zeit vielfältige Nutzungen: Das frühe Gebäude wurde 1881 von der katholischen Kirchengemeinde erworben und zu einem Waisenheim für rund 30 Kinder hergerichtet. Ab 1914 diente es nach einer Vergrößerung als Militärknabenschule für männliche Kadetten im Alter von 10 bis 14 Jahren, 1920 nach Übernahme durch den Franziskanerorden von Salzkotten als Wohnraum für Seniorinnen und als Mädchenpensionat, in dem rund 60 junge Menschen in den Arbeitsbereichen Küche, Haushalt und Garten ausgebildet wurden. Im Jahr 1950 erfolgte ein Rückkauf durch die katholische Gemeinde, die ab 1954 das Haus Elisabeth als Heim zur Pflege geistig und körperlich behinderter Kinder durch Nonnen nutzte. Doch bereits in den 1960er Jahren erfolgte die Verpachtung des Haupthauses an die Stadt Hagen, die es für schulische Zwecke nutzte. In dieser Zeit begannen die Boeler Vereine das Haus und die Außenanlagen für diverse Feste zu nutzen. Als die Vereine und Schulen das Gebäude aufgrund altersbedingter Mängel verließen und ihre Veranstaltungen fortan in Neubauten (z. B. Aula der Gesamtschule Fritz-Steinhoff oder Begegnungszentrum hinter der Boeler Badeanstalt) abhielten, folgte über mehrere Jahre ein Leerstand. Um den Verfall vorzubeugen und das Haus Elisabeth zu reaktivieren, erwarb der Architekt Karlheinz Meier 1991 das Gebäude. Es folgte eine grundlegende Renovierung und Erweiterung um einen mehrstöckigen Neubau anstelle der vorherigen Aula. Seitdem dient das Gebäude als Wohn- und Bürohaus. Der dahinter gelegene Festplatz Hilgenland ist im Eigentum der kath. Kirchengemeinde und wird regelmäßig als Austragungsort von Festen genutzt.
- Amtshaus, 1901 errichtetes und von 1912 bis 1914 erweitertes Verwaltungsgebäude. Nach Übertragung von Leitung und Beaufsichtigung der Bauarbeiten an den Architekten P. Wiehl am 10. April 1901 konnte das Gebäude bereits am 15. Oktober desselben Jahres bezogen werden. An der rasch vollzogenen Fertigstellung waren vier Betriebe aus Boele beteiligt.
- Ehrenmal, erbaut 1927 zu Ehren der 296 im Ersten Weltkrieg aus der Gemeinde Boele gefallenen Männer. Das nach einem Entwurf des Bildhauers Hans Dammann realisierte Kriegerdenkmal in heimischen Ruhrsandstein besteht aus vier Fackeln stilisierenden Säulen, an denen Tafel mit den Namen der Gefallenen angebracht sind. In deren Mitte steht ein Soldat in trauernde Pose. 1956 wurde eine Tafel mit den Namen der Gefallenen des Zweiten Weltkriegs am Sockel der Statue hinzugefügt. Das Ehrenmal befindet sich auf dem Hammerstein, mit 153 m über NN der höchste Geländepunkt Boeles.

### Sport

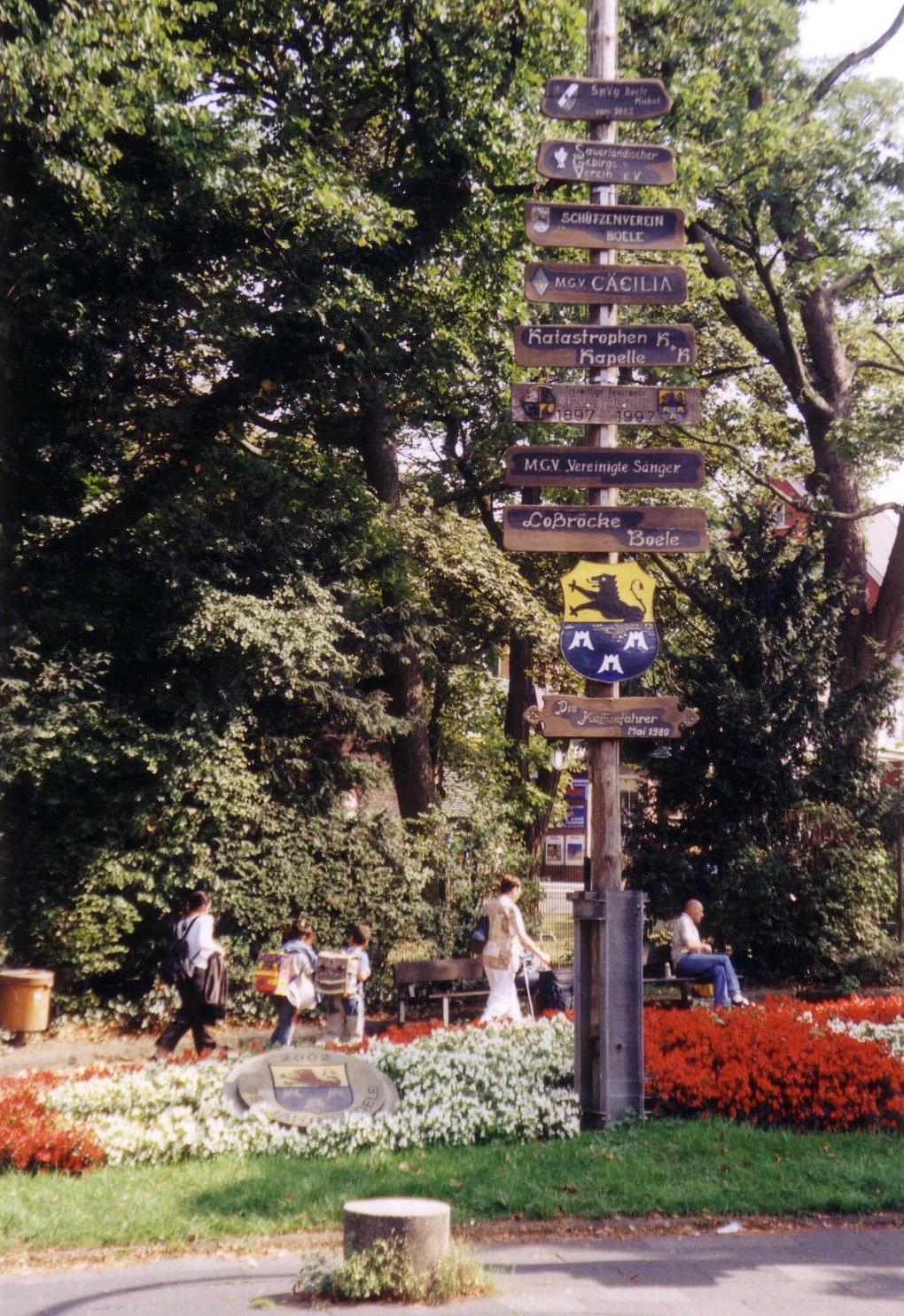
Vereinsbaum im Ortszentrum mit Gedenkstein zur 750-Jahr-Feier und dem Boeler Wappen

Bekannteste Boeler Sportvereine sind der Fußballverein SV Boele-Kabel von 1882 e. V., Basketball Boele-Kabel sowie der TSV Kabel, der als einziger Hagener Sportverein Leistungsturnen für männliche Jugendliche und Männer anbietet. Außerdem besteht der Schützenverein Boele und die Abteilung Hagen-Boele im Sauerländischen Gebirgsverein. Ein 1927 eröffnetes Hallenbad mit denkmalgeschützter Fassade und prunkvollem Mosaik im Eingangsbereich beherbergte ein ca. 22 Meter langes Becken als Kombination aus Schwimmer- und Nichtschwimmerbecken. Es wurde 2010 aufgrund von Sparmaßnahmen der Stadt Hagen geschlossen. Daneben befindet sich nur noch im angrenzenden Stadtteil Hengstey das Familienbad Hengstey.

### Vereine
Neben den bereits oben aufgeführten Sportvereinen existieren in Boele weitere Vereine mit einem aktiven Vereinsleben.
Die Loßröcke Boele e. V. bezeichnet sich selbst als Verein zur Pflege alter Sitten und Bräuche. In Boele sind die beiden Gesangsvereine MGV „Cäcillia 1886“ Hagen-Boele und MGV Vereinigte Sänger ansässig. Ferner existiert der CVJM-Posaunenchor Boele-Kabel. Zur katholischen Gemeinde St. Johannes Baptist gehört die Katholische Frauengemeinschaft St. Johannes (vgl. Katholische Frauengemeinschaft Deutschlands), der Kirchenchor St. Johannes, der Pfadfinderstamm Boele-Helfe der Deutschen Pfadfinderschaft St. Georg (DPSG) und die Kolpingsfamilie Hagen-Boele und Umgebung, der wiederum ein Chor mit dem Namen Kolpingchor 1990 angeschlossen ist. Die politische Parteien CDU und SPD sind jeweils mit einer Ortsunion bzw. Ortsverein in Boele vertreten. Weitere Vereine sind der Aktivkreis Boele und die Siedlergemeinschaft Boele.
Darüber hinaus gibt es mit dem Pfadfinderstamm DPSG Stamm St. Johannes einen der größten Pfadfinderstämme Deutschlands. Dieser besteht seit 1964 und umfasst aktuell (2014) ca. 300 Mitglieder.

## Wirtschaft und Infrastruktur

### Verkehr
Boele ist von der zentralen Haltestelle „Boele Markt“ durch mehrere Buslinien der Hagener Straßenbahn AG an das restliche Stadtgebiet und an angrenzende Gemeinden angeschlossen. Bis 1976 wurde Boele von der Linie 7 der Hagener Straßenbahn bedient.
Am westlichen Rand von Boele verlaufen die Bahnstrecken Hagen–Hamm und Hagen–Siegen. Einen eigenen Halt „Hagen-Boele“ hat es nie gegeben. Die unmittelbar nächsten Stationen waren Hohensyburg und Hagen-Kabel, diese sind jedoch beide stillgelegt. Heute ist der Hagener Hauptbahnhof, der mit den Buslinien erreicht werden kann, der nächste Anschluss zum Schienenverkehr.
Durch Boele führt die Bundesautobahn 1, die mit der Anschlussstelle 87 „Hagen-Nord“ den Stadtteil erschließt.

### Wirtschaft
Im Stadtteil Boele befinden sich überwiegend Einzelhandelsgeschäfte und Dienstleistungsanbieter. In den benachbarten Stadtteilen Kabel und Bathey sind hingegen zahlreiche kleine und mittlere Unternehmen sowie vereinzelt auch Großunternehmen (z. B. Douglas Holding und SinnLeffers in Bathey und Kabel Premium Pulp & Paper in Kabel) aus dem sekundären und tertiären Wirtschaftssektor ansässig. Die Außenbezirke Boeles sind auch geprägt von Landwirtschaft.

### Öffentliche Einrichtungen
In Boele befand sich das St.-Johannes-Hospital, dessen Geschichte bis ins Jahr 1867 zurückgeht. 1998 erfolgte die Fusion mit den beiden Hagener Krankenhäusern St.-Josef-Hospital und St.-Marien-Hospital, die bereits seit 1990 unter gemeinsamen Gesellschaftsdach (Katholisches Krankenhaus Hagen gem. GmbH) firmieren.
Das Krankenhaus wurde 2024 geschlossen. Das Gebäude wird Renoviert und neu gestaltet.

### Bildung
Neben der Gemeinschaftsgrundschule Vinckeschule und der Katholischen Grundschule Goethe befindet sich in Boele die Gesamtschule „Fritz Steinhoff“. Weitere weiterführende Schulen befinden sich im angrenzenden Stadtteil Boelerheide. Dort befindet sich die Realschule „Heinrich Heine“, die Hauptschule „Geschwister Scholl“ sowie die Förderschule „Fritz Reuter“. Weiterhin gab es die ehemalige Hauptschule Boele.